# Claes Eriksson
Claes Eriksson (* 3. September 1958) ist ein schwedischer Fußballtrainer und -funktionär. Nachdem er sowohl im schwedischen Frauen- als auch Männerfußball in der ersten Liga als Trainer tätig gewesen war, übernahm er einen Posten in der Nachwuchsarbeit des Svenska Fotbollförbundet.

## Werdegang
Eriksson spielte in der Jugend bis 1976 für Vendelsö IK, ehe er anschließend zwei Jahre IF Olympia auflief. Nach seinem Karriereende war er ab 1979 für Hammarby IF tätig und wirkte sowohl als Nachwuchs- als auch als Assistenztrainer. Dabei stand er ab 1987 Hans Backe und ab 1989 dessen Nachfolger Kenneth Ohlsson zur Seite. Als dieser 1993 von Tommy Davidsson beerbt wurde, verließ Eriksson den Klub und trat bei Huddinge IF seine erste Stelle als hauptverantwortlicher Trainer an.
In der Spielzeit 1997 übernahm Eriksson die Frauenmannschaft des Älvsjö AIK in der Damallsvenskan. Mit dem Doublegewinner des Vorjahres verteidigte er den Meistertitel. Dennoch verließ er den Klub nach nur einer Spielzeit und schloss sich dem Männerklub FC Café Opera in der dritthöchsten Spielklasse an. Als Tabellendritter hinter IF Brommapojkarna und Väsby IK verpasste er in seinem ersten Jahr knapp den Aufstieg in die zweite Liga. In der Spielzeit 1999 verlor er mit der Mannschaft nur ein Saisonspiel und qualifizierte sich nach vier Siegen in der Aufstiegsrunde für die Relegationsspiele zur neu eingeführten Superettan. Nach einem 0:0-Remis zum Auftakt gegen Gefle IF genügte ein 2:2-Unentschieden im Rückspiel aufgrund der Auswärtstorregel zum Aufstieg in die Zweitklassigkeit. Dort etablierte er die Mannschaft im Mittelfeld der Liga. Im Sommer 2001 scheiterten die Verhandlungen über eine Verlängerung seines Ende des Jahres auslaufenden Vertrages.
Im November 2001 verpflichtete Syrianska FC Eriksson als neuen Trainer, der einen Zweijahreskontrakt unterzeichnete. Hatte der Klub in der Spielzeit 2001 erst in der Aufstiegsrunde den Aufstieg in die Superettan verpasst, konnte die Mannschaft unter Eriksson nicht an den Erfolg des Vorjahres anknüpfen und er wurde vorzeitig entlassen. Zunächst ohne Trainerjob, holte ihn 2004 der Drittligist Enskede IK. In der Staffel Östra Svealand rettete er die Mannschaft vor dem Abstieg.
2005 übernahm Eriksson das Training beim Zweitligisten IF Brommapojkarna. In der Spielzeit 2006 führte er die Mannschaft um Thomas Lagerlöf, Olof Guterstam, Kristoffer Björklund und Joakim Runnemo auf den dritten Tabellenrang, der zur Relegation zur Allsvenskan berechtigte. Durch zwei Siege gegen den Göteborger Klub BK Häcken bewerkstelligte er mit ihr den erstmaligen Aufstieg in die Allsvenskan in der Vereinsgeschichte. Kurze Zeit später verlängerte er seinen Vertrag beim Klub um zwei weitere Jahre. Die Erstliga-Spielzeit 2007 war jedoch nicht von Erfolg gekrönt, als Tabellenletzter stieg er mit dem Klub direkt wieder ab. Daraufhin verkündete er das Ende seines Engagements beim Stockholmer Verein.
Eriksson ging Anfang 2008 zum Svenska Fotbollförbundet, bei dem er als Verantwortlicher für die Spielerentwicklung unter anderem die Arbeit der einzelnen Nachwuchstrainer koordiniert. In seine Zuständigkeit fällt das „Elitprojektet“, mit dem der Verband neben der Ausbildung talentierter Spieler auch die Trainerausbildung vorantreiben möchte, um auf europäischer Ebene konkurrenzfähige Vereine und Spieler hervorzubringen.
Im Sommer 2010 wurde Eriksson vom schwedischen Fußballverband für das Coaching der neu zusammengestellten schwedischen U-21-Nationalmannschaft verpflichtet. Am 7. Oktober 2010 gab er dort sein Debüt beim 1:1-Unentschieden gegen die Alterskollegen aus Österreich.